# شرکت توسعه نیشکر و صنایع جانبی
شرکت توسعه نیشکر و صنایع جانبی (سهامی عام) (به انگلیسی: Sugarcane & By Products Development Company) یکی از شرکت‌های صنعتی در محدودهٔ خوزستان است.
این شرکت در دو بخش تولید شکر و صنایع جانبی فعالیت می‌کند. شرکت‌های هفت‌گانه کشت و صنعت سلمان فارسی، حکیم فارابی، امام خمینی، امیرکبیر، دعبل خزاعی، میرزا کوچک خان و دهخدا از شرکت‌های تابعِ توسعه نیشکر و صنایع جانبی هستند که ظرفیت ۷۰۰ هزار تن شکر در سال را دارند.بعدها در سال ۱۴۰۰ شرکت کشت و صنعت نیشکر هفت تپه نیز زیرمجموعهٔ این شرکت شد. هلدینگ توسعه نیشکر و صنایع جانبی، بزرگترین تولیدکننده شکر در ایران، در استان خوزستان واقع شده‌است.

## تاریخچه
سال ۱۳۶۲ شورای شکر در ایران تشکیل و طی مطالعاتی که از سال ۱۳۶۳ تا ۱۳۶۵ توسط صندوق مطالعات شکر صورت گرفت، ضرورت تأسیس شرکت توسعه نیشکر و صنایع جانبی به تصویب مجلس ایران رسید. به سبب نیاز ایران به شکر و جلوگیری از واردات آن، این شرکت در سال ۱۳۶۹ در اهواز تأسیس شد.
پیرو مصوبهٔ تصویب شده در مجلس شورای اسلامی ایران، طبق بند (هـ) تبصره ۲۹ قانون برنامه اول، وزارت کشاورزی (وقت) را مکلف کرد تا به منظور خودکفایی در تأمین شکر ایران به ایجاد ۷ واحد کشت و صنعت نیشکری به وسعت ۸۴ هزار هکتار خالص کشت نیشکر و احداث کارخانجات شکر، تصفیه شکر، خوراک دام، تخته صنعتی (MDF)، کاغذ و کارخانجات بیوتکنولوژی مورد نیاز کشور از قبیل خمیر مایه و الکل با ظرفیت مناسب اقدام کند.
اکنون کشت و صنعت‌های تابعِ شرکت توسعه نیشکر و صنایع جانبی تولید الکل، خمیرمایه، MDF و خوراک دام در ظرفیت‌های تعریف شده راه اندازی شده‌اند.

## شرکت‌های تابعه

### حکیم فارابی
کشت و صنعت حکیم فارابی در کیلومتر ۳۰ جاده اهواز – آبادان در شرق رودخانه کارون واقع شده‌است. شرکت کشت و صنعت فارابی یکی از هشت شرکت وابسته به  شرکت توسعه نیشکر و صنایع جانبی است که در سال ۱۳۷۳ تاسیس شد. مساحت این شرکت حدود ۱۵۰۰۰ هکتار و اهداف اصلی شرکت کشت و صنعت فارابی،کشت نیشکر،تولید شکر خام و شکر سفید(تصفیه شده)،خوراک دام و کاغذ است.

### امام خمینی
کشت و صنعت نیشکر امام خمینی در اراضی شعیبیه از توابع شهرستان شوشتر بین رودخانه‌های شطیط (شاخه ای از کارون) و رودخانهٔ دز در ۳۰ کیلومتری جنوب شهرستان شوشتر واقع شده‌است، محدوده طرح بخشی از دشت شعیبیه واقع در دهستان شعیبیه از توابع شهرستان شوشتر به مساحت تقریبی ۱۵۳۰۰ هکتار است که از شمال به تپه‌های شمالی دشت شعیبیه و از غرب به رودخانه دز و از شــرق به رودخانه شطیط و از جنوب به واحد دهخدا محدود است طول ابعادی این واحد حدود ۳۴ کیلومتر و عرض آن حداقل ۵ و حداکثر ۱۵ کیلومتر است.

### امیرکبیر
کشت و صنعت امیرکبیر در کیلومتر ۴۵ جاده اهواز - خرمشهر جاده امام جعفر صادق واقع شده‌است. مساحت ناخالص اراضی این کشت و صنعت ۱۵ هزار هکتار و مساحت خالص آن ۱۲ هزار هکتار است.
شرکت کشت و صنعت نیشکر امیرکبیر در سال ۱۳۷۹ افتتاح و در بخش تولید شکر زرد (خام) به بهره برداری رسید.

### دعبل خزاعی
کشت و صنعت نیشکر دعبل خزاعی شرکتی با مساحت ۱۲۰۰۰ هکتار در اراضی شرق رودخانه کارون و در ۲۵ کیلومتری جنوب شرق جاده اهواز -آبادان واقع شده‌است.
این شرکت ۱۰۰٫۰۰۰ تن شکر زرد و ۱۷۵ هزار تن شکر سفید تولید و بسته بندی می‌کند.

### میرزا کوچک خان
کشت و صنعت میرزا کوچک خان در ۷۵ کیلومتری جنوب غربی اهواز و در حد فاصل رودخانه کارون و جاده اهواز-خرمشهر قرار دارد. اراضی این کشت و صنعت با در خرداد ماه ۱۳۶۱ طی عملیات بیت المقدس به همراه خرمشهر از عراق پس گرفته شد.

### دهخدا
شرکت کشت و صنعت نیشکر دهخـدا با مساحت ۱۱۳۶۹ هکتار و ظرفیت اسمی تولید در آن به ترتیب ۱۰۰ هزارتن شکر خام ، ۱۷۵ هزارتن شکر سفید و۳۰ الی ۳۸ هزارتن ملاس و فرآورده‌های آن و ۳۳۰ هزارتن باگاس است که به منظـور تأمیـن بخشـی از نیازهـای مـواد غـذایی و سـایر مـواد استحصالـی از نیشکر با سرمایه گذاری بانکهای صادرات ایران و ملی ایران راه اندازی شد. 
این شرکت در شمال شهرستان اهواز، حد فاصل جاده اندیمشک تا رودخانه کارون، کیلومتر ۲۳ از جاده معروف به دغاغله واقع شده‌است.

### شرکت خمیر مایه و الکل رازی
شرکت خمیرمایه و الکل رازی شامل دو کارخانه خمیرمایه و الکل سال ۱۳۷۷ تاسیس شد. مساحت این شرکت ۱۴ هکتار و در مجاورت کارخانه شکر شرکت کشت و صنعت دعبل خزاعی واقع در ۲۵ کیلومتری شهر اهواز و در مسیر جاده اهواز – آبادان احداث شد.
این شرکت روزانه ۱۱۰ هزار لیتر الکل از ملاس نیشکر می‌تواند تولید کند. ظرفیت تولید سالانهٔ آن ۱۰ هزار تن خمیرمایه خشک فوری است. خمیر مایه این شرکت با نام تجاری «ناب مایه» ثبت شده است.این شرکت در اهواز تولیدکننده ۸۰درصد الکل طبی و ۳۲ درصد خمیرمایهٔ ایران است. این شرکت در دورهٔ شیوع کرونا سطح تولیدات طبی را افزایش داد.

## ارکان شرکت
ارکان این شرکت را مجمع عمومی، هیئت مدیره، مدیر عامل و بازرس (حسابرس) تشکیل می‌دهد. اعضای مجمع عمومی نیز شامل وزیر کشاورزی (رئیس مجمع عمومی)، وزیر امور اقتصادی و دارایی، وزیر صنایع سنگین، وزیر صنایع، وزیر نیرو، وزیر بازرگانی و رئیس سازمان برنامه و بودجه هستند.

## سهامداران
۴۰ درصد از سهام شرکت توسعه نیشکر و صنایع جانبی به بانک صادرات‏، ۴۰ درصد به بانک ملی و ۲۰ درصد متعلق به وزارت جهاد کشاورزی به نمایندگی از دولت است.

## شرکت‌های تابعه
- طرح توسعه نیشکر و صنایع جانبی

- شرکت آبان بسپار توسعه

- شرکت راصد صنعت توسعه

- موسسه تحقیقات و آموزش نیشکر و صنایع جانبی خوزستان

- هتل نیشکر[۲۳]

## شیوه برداشت
این شرکت مدعی است برداشت نی، عمدتاً بصورت سبز و با استفاده از دروگر (هاروستر) کاملاً مکانیزه انجام می‌شود اما شرایطی که مزارع نیشکر از رشد مناسبی برخوردار باشند یا نیشکر دچار ورس شدگی (خوابیدن نیشکر) شود و دستگاه‌های هاروستر امکان برداشت سبز را نداشته باشند، با در نظر گرفتن شرایط محیط زیستی از شیوه (برداشت سوخته) برداشت می‌کنند.برداشت سوخته مورد انتقاد فعالان محیط زیستی است.شرکت‌های توسعه نیشکر پیرامون شهرستان اهواز و کارون مکلف شدند از سوزاندن مزارع خود داری نمایند.

## توسعه نیشکر و کویید۱۹
شرکت توسعه نیشکر بزرگ‌ترین شرکت تولیدکننده الکل در ایران را دارد. این شرکت قسمت عمده‌ای از تولیدکنندگان مواد ضدعفونی ایران در شیوع کرونا را تأمین می‌کند.

## هدف و استراتژی
این شرکت اهداف و استراتژی‌های خود را هر کدام در شش بخش مشخص کرده‌است. برای اهداف، دسترسی و برقراری منابع مالی مطمئن جهت نیل به چشم‌انداز و اجرای مأموریت، حضور مؤثر در بازار و کسب رضایت مخاطبین، تعالی در اجرای فرآیندهای داخلی، سازماندهی، مدیریت و رهبری اثربخش سازمانی، توسعه منابع انسانی دانش محور و توسعه زیرساخت‌ها شامل سیستم‌ها، فناوری و دانش سازمانی مطابق با آخرین دستاوردها را به عنوان اهداف معرفی کرده‌است.
همچنین شش بخش با عنوان، ارائه خدمات متنوع و تسهیلات منعطف، متناسب با گروه‌های مختلف مخاطبین، بهره‌گیری بهینه از ظرفیت‌های نیروی انسانی و ابزارهای پول و سرمایه، تدوین فرایندها، روش‌ها، آیین‌نامه‌ها و دستورالعمل‌های اجرایی، توانمند سازی منابع انسانی و افزایش سطح مشارکت ایشان، ایجاد و تقویت ارتباط دوسویه با ذینفعان و بهره‌گیری از اتحادهای استراتژیک با ذینفعان در راستای ایجاد هم افزایی به عنوان استراتژی شرکت توسعه نیشکر و صنایع جانبی معرفی شده‌است.

## الحاق نیشکر هفت تپه
پس از کش و قوس‌های فراوان در نهایت در مهرماه ۱۴۰۰ مدیریت شرکت نیشکر هفت تپه از طرف سازمان گسترش و نوسازی صنایع ایران به شرکت توسعه نیشکر و صنایع جانبی با مدیریت عبدعلی ناصری سپرده شد.